# Seznam vojenských ordinářů Spojených států amerických

## Apoštolští vikáři ozbrojených sil USA
1. 1917–1938: Patrick Joseph Hayes
2. 1939–1967: Francis Joseph Spellman
3. 1968–1983: Terence James Cooke

## Apoštolští delegáti pro ozbrojené síly USA
1. 1939–1945: John Francis O'Hara, C.S.C.
2. 1945–1965: William Richard Arnold

## Arcibiskupové pro ozbrojené síly USA
1. 1985–1991: John Joseph Thomas Ryan
2. 1991–1997: Joseph Thomas Dimino
3. 1997–2007: Edwin Frederick O'Brien
4. od 2008: Timothy Broglio